# Helen Dorn: Gefahr im Verzug
Gefahr im Verzug ist die fünfte Folge der ZDF-Kriminalfilmreihe Helen Dorn mit Anna Loos in der Titelrolle. Regie führte Alexander Dierbach. Die Erstausstrahlung am 5. März 2016 erreichte 6,11 Millionen Zuschauer und einen Marktanteil von 18,8 Prozent.

## Handlung
Kriminalhauptkommissarin Helen Dorn lernt abends in einer Bar Adrian kennen und verbringt die Nacht mit ihm in einem Hotel. Am nächsten Morgen ruft er sie an und sagt ihr, dass sie ihre Brieftasche im Hotel liegen gelassen hat. Sie verabreden sich beide in einem Café, wo Adrian ihr das Utensil zurückgeben will. Kurz bevor sie das Café erreicht, detoniert dort eine Bombe und Helen wird verletzt. Sie muss ins Krankenhaus, hat aber zum Glück nur eine Gehirnerschütterung und ein Knalltrauma davongetragen. Fünf weitere Unbeteiligte wurden allerdings getötet. Da Helen Zeit zum Grübeln hat, glaubt sie, dass Adrian sie bewusst dorthin gelockt haben könnte. Um das herauszufinden, mischt sie sich in die Ermittlungen ihres Kollegen Renko vom Staatsschutz ein. Anhand eines Bekennervideos hält man dort Ron Keller für den Täter, ein psychisch auffälliger Apothekersohn, der zum Islam konvertiert ist. Beim Zugriff des SEK wird der unbewaffnete Ron Keller erschossen. Helen entdeckt versteckte Kameras, die diese Hinrichtung aufgenommen haben könnten und vermutet auch hier, dass die Polizei hierher gelockt wurde. Somit bleibt ihr Verdacht, dass es einen anderen Hintergrund des Bombenanschlags gibt. Sie recherchiert über die Opfer und stößt dabei auf den Ex-Polizisten Kaminsky. Dieser hatte, trotz seiner unheilbaren Krebserkrankung, als Wachmann für einen kleinen Juwelierladen gearbeitet und hatte regelmäßig das Café aufgesucht. Helen findet in Kaminskys Notizbuch einen Eintrag, der sie in die Justizvollzugsanstalt führt. Dort hatte er mehrfach den libanesischen Drogendealer Khalid besucht, der wegen Mordes an seiner Frau verurteilt worden war. Ausgerechnet am Abend nach dem Anschlag ist Khalid aus der Anstalt ausgebrochen. Für Helen scheint das kein Zufall zu sein und sie ermittelt in diese Richtung weiter.
Inzwischen ist auch der Staatsschutz zu der Erkenntnis gelangt, dass Ron Keller nicht der Bombenleger gewesen sein kann, da er sich an dem Tag der Explosion in niederländischem Polizeigewahrsam befand. Somit folgt Renko Helens Vermutung, dass der Anschlag mit Kaminsky und seinem Verhältnis zu Khalid zu tun haben muss. Laut Aktenlage hatte der damalige Polizist zusammen mit Kollegen der Zivilfahndung Khalid festgenommen, weil dieser im Drogenrausch seine Frau erschossen haben soll. Nachdem Helen den Ausgebrochenen aufspüren und befragen kann erfährt sie von ihm, dass er nur seine Unschuld beweisen will. Kaminsky hatte aufgrund seines nahenden Endes „reinen Tisch“ machen wollen und deshalb mit dem zu Unrecht Verurteilten gesprochen. Kaminsky und seine Kollegen Mertens, Kurth und Ahlsen hatten fünf Jahre zuvor im Übereifer Khalids Frau erschossen und diesen Fehler nicht eingestehen wollen und daher vertuscht. Als Mertens von Kaminskys Aktion erfuhr, wollte er ihn deshalb mit dem Anschlag als zufälliges Opfer aussehen lassen, damit niemand auf die Idee kommt, Nachforschungen anzustellen, weil er ja früher Polizist war. Nachdem der Staatsschutz Mertens anhand der ausgewerteten Überwachungsaufnahmen eindeutig als den Bombenleger identifizieren kann, erschießt sich dieser.

## Hintergrund
Die Dreharbeiten für Gefahr im Verzug erfolgten in Köln (Eigelstein), Neuss und Duisburg. Gesendet wurde diese fünfte Folge der Reihe als ZDF-Samstagskrimi. Die Rolle des Dezernatsleiters Falk Mattheissen übernimmt ab dieser Folge Schauspieler Daniel Friedrich. Er löst damit Stephan Bissmeier ab, der diesen Part in den ersten vier Folgen innehatte.
Helen Dorn erfährt in dieser Folge von ihrem Vater, warum ihre Mutter so früh an Krebs gestorben war: Als sie mit Helen schwanger war, lehnte sie eine Chemotherapie ab, um das ungeborene Kind nicht zu gefährden. Mit diesem Problem: nur zu leben, weil ihre Mutter sterben musste, plagt sich die Kommissarin nun herum.

## Kritik
Roger Tell von tittelbach.tv schrieb: „‚Helen Dorn – Gefahr im Verzug‘ noch mehr auf die Kommissarin zugeschnitten als bisher, noch mehr gibt die Dorn hier die einsame Kämpferin.“ „Die Inszenierung setzt nicht so sehr auf ihre Entwicklung als vielmehr auf das Vorantreiben der Geschichte. Dabei hätte doch all das, was auf Helen lastet, Potential, um mit der Figur mehr in die Tiefe zu gehen.“ „Der Plot passt sich der Heldin an und ist ähnlich überfrachtet.“
Die Redaktion von TV Spielfilm beurteilt den Krimi mit dem „Daumen nach oben“ und meint lobend: Dem Regisseur ist „das Kunststück gelungen, eine gleichermaßen überkonstruierte wie durchschaubare Geschichte spannend zu machen“ und „langsam beginnt man zu verstehen, was dieser schroffen, melancholischen Kommissarin […] so alles im Nacken sitzt.“
Heike Hupertz von der Frankfurter Allgemeinen Zeitung lobt zwar den Sounddesign des Films, meint aber, der Plot sei „übermäßig konstruiert“ und „extrem vorhersehbar“ gemacht.